# Zaljevo
Zaljevo (en serbe cyrillique : Заљево) est un village du sud du Monténégro, dans la municipalité de Bar.

## Démographie

### Évolution historique de la population
| 1948 | 1953 | 1961 | 1971 | 1981 | 1991 | 2003 |
| ---- | ---- | ---- | ---- | ---- | ---- | ---- |
| 582  | 613  | 686  | 719  | 684  | 549  | 648  |